# Direcció general de l'Aigua
La Direcció general de l'Aigua és un òrgan de gestió de la Secretaria d'Estat de Medi Ambient del Ministeri de Transició Ecològica.

## Funcions
Les funcions de la Direcció general es regulen en l'article 5 del Reial decret 864/2018:
- L'elaboració, seguiment i revisió del Pla Hidrològic Nacional, així com l'establiment de criteris homogenis i de sistematització per a la revisió dels plans hidrològics dels organismes de les demarcacions hidrogràfiques, sota el principi de la sostenibilitat.
- La coordinació amb els plans sectorials o d'àmbit regional que afectin a la planificació hidrològica.
- L'elaboració de la informació sobre les dades hidrològics i de qualitat de l'aigua i, en general, d'aquella que permeti un millor coneixement dels recursos, de l'estat de les infraestructures i del domini públic hidràulic.
- La coordinació dels plans d'emergència i de les actuacions que es duguin a terme en situacions de sequera i inundació.
- La participació en la representació del Ministeri en els organismes internacionals i el seguiment dels convenis internacionals en les matèries de la seva competència, així com portar la Secretaria Tècnica Permanent de la Conferència de Directors Iberoamericans de l'Aigua (CODIA).
- L'elaboració del projecte de pressupost de la Direcció general, així com la seva execució, control i seguiment.
- La tramitació i gestió dels contractes, la revisió i control de les certificacions d'obres i la documentació comptable inherent.
- La programació dels projectes financiables amb fons europeus, l'elaboració de la documentació necessària i el seguiment i avaluació d'aquests projectes.
- La realització, supervisió i control d'estudis, projectes i obres d'explotació, control i conservació del domini públic hidràulic i del patrimoni de les infraestructures hidràuliques de la seva competència.
- La inspecció i el control de la seguretat de les infraestructures hidràuliques; el manteniment actualitzat de l'Inventari de preses espanyoles, així com la promoció i foment de les recomanacions tècniques, manuals o normes de bona pràctica en relació amb la seguretat del projecte, construcció, explotació i manteniment de les preses.
- La formulació de criteris i la realització d'estudis, projectes i obres d'explotació, control i conservació dels aqüífers i la vigilància.
- La vigilància, el seguiment i el control dels nivells de qualitat de les aigües continentals i de les activitats susceptibles de provocar la contaminació o degradació del domini públic hidràulic; l'impuls i foment de les activitats de depuració orientades a millorar i, si escau, eliminar la contaminació de les aigües continentals; l'impuls i foment de les mesures que facilitin la reutilització de les aigües depurades i, en general, de totes les mesures destinades a afavorir l'estalvi d'aigua, i l'elaboració de plans i programes en aquestes matèries, en particular, la revisió i seguiment de l'execució del Pla Nacional de Qualitat de les Aigües.
- El seguiment i control del bon estat de les aigües subterrànies renovables.
- L'atorgament, revisió i cancel·lació de les concessions d'aigua i autoritzacions d'abocament que siguin competència del Ministeri; la coordinació de l'establiment i manteniment dels registres d'aigües i dels censos d'abocaments en els Organismes de demarcacions hidrogràfiques.
- L'elaboració d'estudis i la determinació dels criteris del règim economicofinancer de la utilització del domini públic hidràulic.
- Desenvolupar les competències del departament derivades de l'aplicació de la normativa en matèria d'aigües, especialment les derivades de l'aplicació de la Directiva Marc de l'Aigua i de la seva transposició a la legislació nacional.

## Estructura
De la Direcció general depenen els següents òrgans:
- Subdirecció General de Planificació i Ús Sostenible de l'Aigua.
- Subdirecció General de Programació Econòmica.
- Subdirecció General d'Infraestructures i Tecnologia.
- Subdirecció General de Gestió Integrada del Domini Públic Hidràulic.

### Organismes adscrits
- Les Confederacions Hidrogràfiques.
- La Mancomunitat dels Canals del Taibilla.

## Llista de directors generals
- Teodoro Estrela Monreal (2020-)[2]
- Manuel Menéndez Prieto (2018-2020)[3]
- Liana Sandra Ardiles López (2012-2018)[4]
- Juan Urbano López de Meneses (2012)
- Marta Moren Abat (2008-2012) (1)
- Jaime Palop Piqueras (2004-2008)
- Juan José López Martos (2004)
- Juan Manuel Aragonés Beltrán (2002-2004) (D.G. d'Obres Hidràuliques i Qualitat d'Aigües)
- Ramón Álvarez Maqueda (2001-2002)
- José María Piñero Campos (2000-2001)
- Carlos Manuel Escartín Hernández (1996-2000)
- Adrián Baltanás García (1991-1996) (D.G. d'Obres Hidràuliques)
- José Rubio Bosch (1988-1991)
- Juan Rodríguez de la Rúa Fernández (1985-1988)
- José Miguel Hernández Vázquez (1982-1985)
- Juan Ruiz Pérez (1978-1982)
- José María Fluxá Ceva (1977-1978)